# Robiquetia bertholdii
Robiquetia bertholdii är en orkidéart som först beskrevs av Heinrich Gustav Reichenbach, och fick sitt nu gällande namn av Rudolf Schlechter. Robiquetia bertholdii ingår i släktet Robiquetia och familjen orkidéer. Inga underarter finns listade i Catalogue of Life.